# Yoichiro Kakitani
Yoichiro Kakitani (Osaka, 3. siječnja 1990.) japanski je nogometaš koji igra za Nagoya Grampus na položaju napadača ili navalnog veznog igrača.

## Klupska karijera
Igrao je za Cerezo Osaka, Tokushima Vortis, Basel i Nagoya Grampus.

## Reprezentativna karijera
Za japansku reprezentaciju igrao je od 2013. do 2014. godine. Za japansku reprezentaciju odigrao je 18 utakmica postigavši 5 pogodaka.
S japanskom reprezentacijom Yoichiro Kakitani igrao je na svjetskom prvenstvu 2014. godine.

## Statistika
| Japan  | Japan | Japan |
| Godina | Nas.  | Gol.  |
| ------ | ----- | ----- |
| 2013.  | 9     | 4     |
| 2014.  | 9     | 1     |
| Ukupno | 18    | 5     |

## Vanjske poveznice
- National Football Teams
- Japan National Football Team Database
- Yoichiro Kakitani - Player profile | Transfermarkt